# Nickel City Opera
 (octobre 2023).
La mise en forme du texte ne suit pas les recommandations de Wikipédia : il faut le « wikifier ».
Les points d'amélioration suivants sont les cas les plus fréquents. Le détail des points à revoir est peut-être précisé sur la page de discussion.
- Les titres sont pré-formatés par le logiciel. Ils ne sont ni en capitales, ni en gras.
- Le texte ne doit pas être écrit en capitales (les noms de famille non plus), ni en gras, ni en italique, ni en « petit »…
- Le gras n'est utilisé que pour surligner le titre de l'article dans l'introduction, une seule fois.
- L'italique est rarement utilisé : mots en langue étrangère, titres d'œuvres, noms de bateaux, etc.
- Les citations ne sont pas en italique mais en corps de texte normal. Elles sont entourées par des guillemets français : « et ».
- Les listes à puces sont à éviter, des paragraphes rédigés étant largement préférés. Les tableaux sont à réserver à la présentation de données structurées (résultats, etc.).
- Les appels de note de bas de page (petits chiffres en exposant, introduits par l'outil «  Source ») sont à placer entre la fin de phrase et le point final[comme ça].
- Les liens internes (vers d'autres articles de Wikipédia) sont à choisir avec parcimonie. Créez des liens vers des articles approfondissant le sujet. Les termes génériques sans rapport avec le sujet sont à éviter, ainsi que les répétitions de liens vers un même terme.
- Les liens externes sont à placer uniquement dans une section « Liens externes », à la fin de l'article. Ces liens sont à choisir avec parcimonie suivant les règles définies. Si un lien sert de source à l'article, son insertion dans le texte est à faire par les notes de bas de page.
- La présentation des références doit suivre les conventions bibliographiques. Il est recommandé d'utiliser les modèles {{Ouvrage}}, {{Chapitre}}, {{Article}}, {{Lien web}} et/ou {{Bibliographie}}. Le mode d'édition visuel peut mettre en forme automatiquement les références.
- Insérer une infobox (cadre d'informations à droite) n'est pas obligatoire pour parachever la mise en page.

Pour une aide détaillée, merci de consulter Aide:Wikification.
Si vous pensez que ces points ont été résolus, vous pouvez retirer ce bandeau et améliorer la mise en forme d'un autre article.

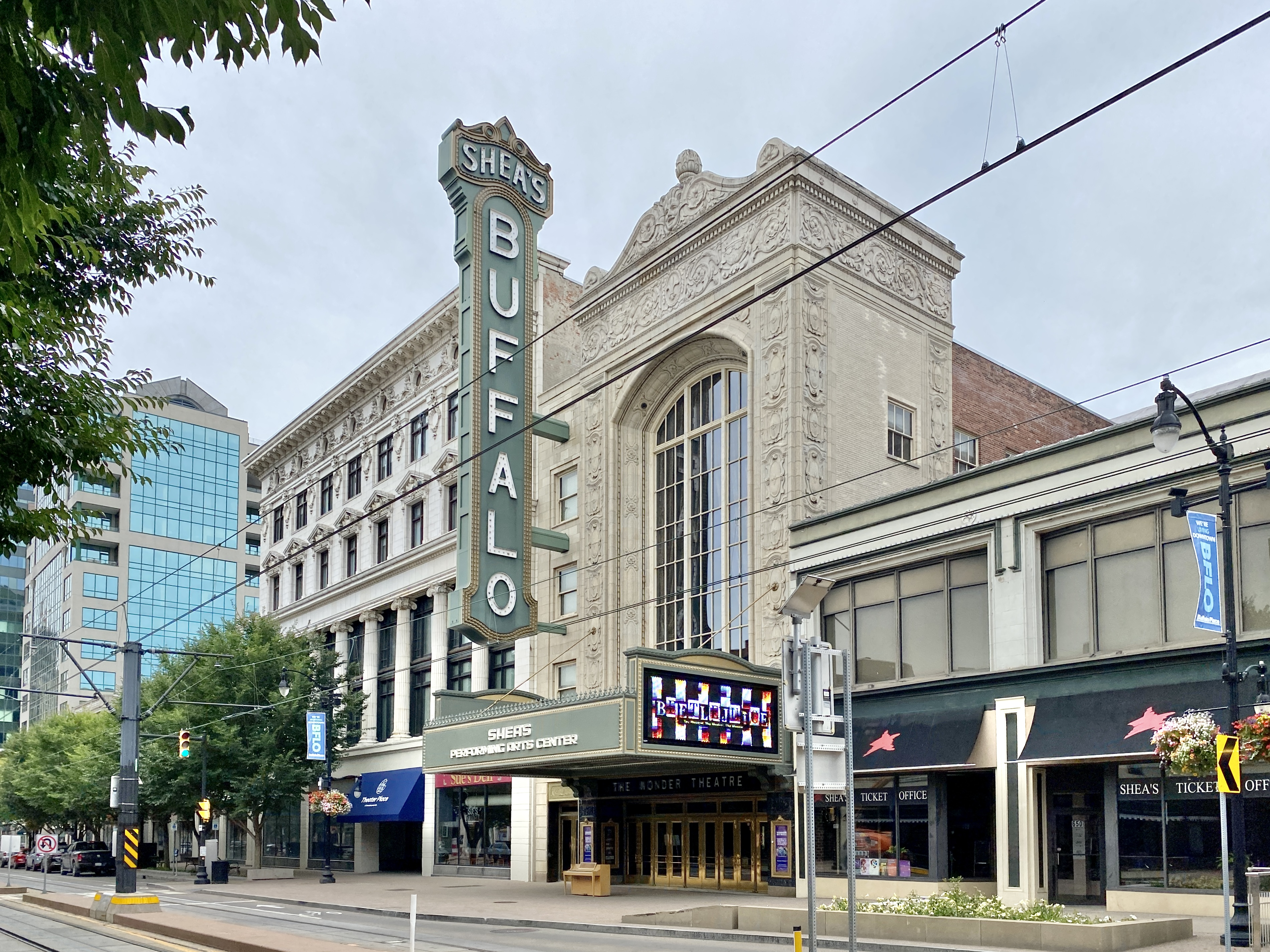
Shea's Performing Arts Center à Buffalo, siège de NC Opera Buffalo.

Le Nickel City Opera (également appelé NC Opera Buffalo ou NCO) est une institution américaine d'opéra située à Buffalo, dans l’État de New York. Fondé en 2004 par Valerian Ruminski, le NCO est aujourd'hui l'un des principaux opéras des États-Unis et avec plus de 3 000 places l'un des plus grands opéras du monde. Le NCO a commandé un nombre important de compositions lyriques et a produit plusieurs premières d'œuvres majeures. Matthias Manasi (de) a été directeur musical et chef d'orchestre principal du NCO de 2017 à 2021.
Le NCO collabore avec l’Orchestre philharmonique de Buffalo et offre un répertoire vaste et diversifié d'opéras où se côtoient le baroque du XVIIIe siècle, le bel canto du XIXe siècle, la musique minimaliste du XXe siècle ou encore des œuvres contemporaines des XXe et XXIe siècles. Ces opéras sont présentés dans des productions scéniques au style très varié, allant de mises en scène traditionnelles aux décors et ornements sophistiqués à des scénographies conceptuelles modernes.
Le NCO a son siège et sa salle principale de représentations au Shea's Performing Arts Center (3 019 places) dans le quartier des théâtres du centre-ville de Buffalo,. Le Shea's Performing Arts Center a été conçu par la célèbre société de Chicago Rapp and Rapp. Le nombre initial de 4 000 sièges a été réduit au nombre actuel de 3 019 sièges dans les années 1930. L'architecture d'intérieur a été conçu par le designer /artiste de renommée mondiale Louis Comfort Tiffany en utilisant des éléments qui sont pour la plupart encore présents aujourd'hui.

## Histoire
Le Nickel City Opera a vu le jour en 2004 et a produit son premier opéra, Le Barbier de Séville de Rossini au Riviera Theatre en juin 2009. L'année suivante, c’est Rigoletto de Verdi qui a été mis en scène. Le NCO a produit des productions d'opéra depuis Il trovatore, à La Bohème, en passant par Don Pasquale, La Fille du régiment, Rigoletto, L'elisir d'amore, Salome,Tosca,, Il tabarro,Le Directeur de théâtre,, Les Noces de Figaro ,, La traviata, Le Barbier de Séville jusqu'à The Music Shop de Richard Wargo.
Des artistes lyriques comme Adam Klein, Elizabeth Blancke-Biggs, Victoria Livengood, Eric Fenell, Eduardo Villa, Ray Chenez,, James Wright, John Packard, Zulimar López-Hernández,, Marc Freiman,, Michele Capalbo, David MacAdam et Marieterese Magisano sont apparus dans les productions du NCO.
En 2010, le NCO a présenté une production de l'opéra de Noël Amahl and the Night Visitors de Gian Carlo Menotti au Riviera Theatre, laquelle a été rejouée pendant quatre années supplémentaires dans ce même théâtre ainsi qu’à l'église presbytérienne Westminster à Buffalo.
En 2011, le NCO a mis en scène Il tabarro de Puccini avec le metteur en scène Henry Akina à bord d'un grand navire désaffecté, le USS The Sullivans (DD-537), un destroyer de la classe Fletcher en service dans la Marine des États-Unis (US Navy) pendant la Seconde Guerre mondiale qui est à l’ancre dans le parc naval et militaire du comté de Buffalo et d'Erie. Le USS The Sullivans (DD-537) faisait partie intégrante de la mise en scène.
En 2017, le chef d'orchestre allemand Matthias Manasi (de) a été nommé directeur musical et chef d'orchestre principal du Nickel City Opera. La même année, il a dirigé une production du Der Schauspieldirektor de Mozart  qui a été saluée par la critique et le public pour son interprétation historiquement informée de cet opéra.
À partir de mars 2020, du fait de la pandémie de Covid-19, le NCO n'a plus été en mesure de donner des représentations d'opéra au Shea's Performing Arts Center. Une production d'Aida de Verdi prévue du 7 au 29 août 2021 à l’Artpark du parc d'État Earl W. Brydges Artpark a de même été annulée en raison des restrictions liées à la pandémie. En juin 2023, le NCO a produit une nouvelle version du Il barbiere di Siviglia de Rossini au Nichols Flickinger Performing Arts Center, qu’il a également présentée au sein de l’historique Hollywood Theatre à Gowanda (New York) récemment restauré.
Parmi les metteurs en scène de renommée internationale ayant travaillé pour le NCO figurent David Grabarkewitz, qui a reçu un Emmy Award pour sa version de Madama Butterfly de Puccini créée au New York City Opera pour le Public Broadcasting Service (PBS) en 2008, et Marc Verzatt, qui s’est vu décerner le titre de « metteur en scène exceptionnel de l'année » par le magazine « Classical Singer » en 2006,.

## Prix du service Opera America
En mai 2017, Opera America a remis au NCO et à son directeur artistique, Valerian Ruminski, son prix annuel pour services rendus, qui récompense les acteurs qui « promeuvent l'opéra dans leurs communautés et travaillent sans relâche pour assurer la plus haute qualité artistique et le plus haut intérêt collectif possibles ». Lors de la cérémonie à Dallas, Marc A. Scorca, président-directeur général d'Opera America, a déclaré : « Au nom des collaborateurs et des membres d'Opera America, veuillez accepter mes félicitations et nos remerciements pour votre contribution extraordinaire au domaine de l'opéra».

## Premières mondiales et américaines
En juin 2016, le NCO a produit la première mondiale de SHOT!, un opéra écrit par la compositrice Persis Vehar sur un livret de Gabrielle Vehar. Cette œuvre, qui traite de l'assassinat du président William McKinley, a été créée au Shea's Performing Arts Center avec le chef d’orchestre Michael Ching et une mise en scène de David Grabarkewitz. Le rôle du président William McKinley a été chanté par Valerian Ruminski, tandis que celui d'Ida McKinley l’a été par Marieterese Magisano, avec John Packard dans le rôle de Leon Czolgosz, Michele Capalbo dans celui d'Emma Goldman et Fred Furnari en Superintendant de la police de Buffalo, les solistes étant accompagnés d’un chœur de 40 chanteurs et les musiciens de l'Orchestre philharmonique de Buffalo.
Les décors recréaient des scènes de l'Exposition pan-américaine de 1901 avec des projections de plus de 12 mètres de large des photographies originales de Thomas Edison de cette exposition par Thomas Edison ainsi que des clichés historiques rares,.
En juin 2021, en collaboration avec le Sotto Voce Vocal-Collective, le NCO a présenté la première mondiale de l'opéra The Second Sightde la compositrice Jessie Downs au public de l'église unitarienne universaliste de Buffalo,.

## Direction

### Directeurs musicaux / Chefs d'orchestre principaux
Michael Ching a été directeur musical et chef d'orchestre principal du NCO de 2012 à 2017. Matthias Manasi (de) lui a succédé comme directeur musical et chef d'orchestre principal du NCO de 2017 à 2021,. Le NCO a également travaillé avec des chefs d'orchestres invités de renom, non listés ici. Depuis la saison 2020/21, le Nickel City Opera ne travaille qu'avec des chefs d'orchestres invités.
- Michael Ching (directeur musical 2012-2017)
- Matthias Manasi (de) (directeur musical 2017-2021)

### Metteurs en scène
Les productions du NCO ont été dirigées par des metteurs en scène de renommée internationale tels que David Grabarkewitz, qui a remporté un Emmy Award en 2008 pour sa version de Madama Butterfly de Puccini présentée au New York City Opera pour le Public Broadcasting Service (PBS),. Marc Verzatt, nommé « metteur en scène exceptionnel de l'année » par le magazine « Classical Singer » en 2006, a également dirigé des mises en scène pour le NCO,.

## Lieux de représentations
Le principal lieu de représentations du NCO est le Shea's Performing Arts Center (3 319 places) au centre-ville de Buffalo. D’autres salles accueillant des productions du NCO comprennent le Riviera Theatre (1 140 places) à North Tonawanda, l’Artpark Mainstage Theatre (2 400 places) et l'Artpark Amphitheatre (4 400 places) dans le parc d'État Earl W. Brydges Artpark, au niveau des Gorges du Niagara à Lewiston, ainsi que le Nichols Flickinger Performing Arts Center (460 places) à Buffalo dans l'État de New York.